# 시몬 (2002년 영화)
《시몬》(영어: Simone, S1M0NE으로 표기)은 2002년 개봉한 미국의 풍자 SF 영화이다. 알 파치노, 캐서린 키너, 레이철 로버츠, 에번 레이철 우드, 제이 모어 등이 출연하였으며, 위노나 라이더가 2001년 12월 12일 가게에서 물건을 훔친 혐의로 체포되면서 한동안 활동을 중단하기 전에 마지막으로 작업한 극장용 영화이다.
평단으로부터 엇갈린 평가를 받았다.

## 줄거리
감독 빅터 터랜스키는 배우 니컬라 앤더스가 신작 완성을 거부하고 본인 이미지 사용도 금지하자 지인 행크가 자신에게 유산으로 남겨준 컴퓨터 프로그램 “시뮬레이션 원”을 이용해 CGI로 가상 배우를 만들고 "시몬"(Simulation One)이라 이름 짓는다. 
극심한 은둔 기질이 있다는 설정의 시몬은 스트라이샌드 효과로 도리어 대중 사이에서 선풍적인 관심을 얻는다. 그러나 특수 효과 기술로 진행한 원격 인터뷰에서 배경으로 합성했던 야외 사진을 기자들에게 들키면서 빅터는 시몬을 감금하고 있다는 의심을 사고, 시몬의 실물을 선보여야만 하는 상황에 직면한다. 빅터는 홀로그래피와 연기 구름을 활용하여 시몬을 성공적으로 경기장 행사에 등장시킨다.
시몬이 지나치게 인기를 얻어 자신의 존재를 가리자 빅터는 일부러 동물성애를 소재로 엉망진창인 영화를 만들어 시몬의 감독 데뷔작으로 내놓는다. 하지만 시몬은 위험을 감수하는 아방가르드 예술가로 칭송을 받게 된다. 다시 빅터는 시몬의 대중 이미지를 손상하기 위해 시몬이 술, 담배를 탐닉하고 정치적 올바름에 위배되는 발언을 내뱉는 모습을 내보내지만 오히려 솔직하다는 호평만 얻는다.
빅터는 아예 컴퓨터 바이러스로 시몬을 지워 버리고 하드 디스크 드라이브와 플로피 디스크를 여행 가방에 넣어 바다에 던진 뒤 시몬이 제3세계 친선 여행 중 희귀 바이러스에 감염되어 사망했다고 발표한다.
하지만 장례식에 경찰이 나타나 관을 열고, 실제 시신 대신 시몬 실물 크기 인쇄물을 넣어 둔 사실이 발각된다. 체포된 빅터는 할 수 없이 진실을 밝히지만 데이터가 담겨 있어야할 가방은 텅 빈 채로 발견되고, 빅터는 사형까지도 바라보는 인생의 위기에 처한다.
딸 레이니는 빅터가 심었던 원 바이러스가 담긴 디스크를 찾아내고 백신 프로그램을 돌려 바이러스를 제거하고 시몬을 복구한다. 레이니는 시몬을 전국구 방송에 등장시켜 시몬이 자신의 부고 기사가 1면에 실린 신문을 들고 웃는 모습을 내보낸다.
풀려난 빅터는 아내 일레인과 재결합한 가운데 시몬과 공개 연애를 하고 심지어 가상 아기까지 갖는다. 시몬은 아이의 장래를 위해 정치계에 입문하겠다고 선언한다.

## 출연진
- 알 파치노 - 빅터 터랜스키 역
- 캐서린 키너 - 일레인 크리스천 역
- 에번 레이철 우드 - 레이니 크리스천 역
- 레이철 로버츠 - 시몬 역
- 위노나 라이더 - 니컬라 앤더스 역
- 제이 모어 - 핼 싱클레어 역
- 프루잇 테일러 빈스 - 맥스 세이어 역
- 제이슨 슈워츠먼 - 밀턴 역
- 클로디아 조던 - 시몬 닮은꼴 역
- 엘리어스 커테이어스 - 행크 얼리노 역 (크레디트 미기재)
- 리베카 로메인 - 페이스 역 (크레디트 미기재)
- 대니얼 본바건 - 경감 역

## 우리말 녹음
KBS 성우진 (2005년 5월 22일)
- 배한성 - 빅터(알 파치노)
- 유명숙 - 일레인(캐서린 키너)
- 유민석 - 맥스(프루잇 테일러 빈스)
- 홍성헌 - 핼(제이 모어)
- 차명화 - 시몬(레이철 로버츠)
- 이승주 - 밀턴(제이슨 슈워츠먼)
- 윤병화 - 프랭크(스탠리 앤더슨)
- 이현선 - 레이니(에번 레이철 우드)
- 이선 - 니컬라(위노나 라이더)
- 사성웅 - 켄트(제프리 피어스)
- 이규석 - 행크(엘리어스 커테이어스)
- 윤기황 - 월터(배리 패픽)
- 오수경 - 제인(제니 블롱)
- 임주현 - 로터스(수전 촹)
- 홍진욱 - 맥(로버트 머스그레이브)
- 신소윤 - 클래리스(크리스티나 라이델)

## 같이 보기
- 버츄얼 유튜버